# John Sumner (Schauspieler, 1951)
John Sumner (* 14. Oktober 1951 in Blackpool, Lancashire, England) ist ein britischer Schauspieler.

## Leben
Sumner wurde am 14. Oktober 1951 in Blackpool geboren. Seit 1992 tritt er als Fernseh- und Filmschauspieler in Erscheinung. 
2002 wirkte er im Katastrophenfilm Atomic Twister – Sturm des Untergangs in der Rolle des Neville mit. Es folgten Nebenrollen in den Filmproduktionen Whale Rider oder auch Mord in Greenwich. 2004 spielte er im Actionfilm Maiden Voyage – Jungfernfahrt in den Tod die Rolle des Captain Ed Tessler. Im Folgejahr war er im Blockbuster King Kong in der Rolle des Herb, einer der Kameraleute, zu sehen. 2009 stellte er in drei Episoden der Fernsehserie Power Rangers R.P.M. die Rolle des Fresno Bob dar. Seit 2015 spielt er in verschiedenen Ablegern des Power-Rangers-Universum die Rolle des Weihnachtsmann.

## Filmografie (Auswahl)
- 1992: Bradburys Gruselkabinett (The Ray Bradbury Theater, Fernsehserie, Episode 6x12)
- 1992: Alex
- 1992: Another Country (Fernsehserie, Episode 1x03)
- 1993: Stephen Kings Tommyknockers (Miniserie, 2 Episoden)
- 1993: Anschlag auf die Rainbow Warrior (The Rainbow Warrior, Fernsehfilm)
- 1994: Hercules und das vergessene Königreich (Hercules and the Lost Kingdom, Fernsehfilm)
- 1994: High Tide – Ein cooles Duo (High Tide, Fernsehserie, Episode 1x04)
- 1995–1999: Hercules (Hercules: The Legendary Journeys, Fernsehserie, 5 Episoden, verschiedene Rollen)
- 1996: The Frighteners
- 1996: Kartenhaus der Liebe (Every Woman's Dream, Fernsehfilm)
- 1997:Xena – Die Kriegerprinzessin (Xena: Warrior Princess, Fernsehserie, Episode 2x11)
- 1998: The Chosen
- 2000: Jack of All Trades (Fernsehserie, Episode 1x03)
- 2000: Corrie und das Rennpferd (Ready to Run, Fernsehfilm)
- 2000: Street Legal (Fernsehserie, 3 Episoden, verschiedene Rollen)
- 2001: Spin Doctors (Fernsehserie, Episode 1x01)
- 2001: The Other Side of Heaven
- 2002: Atomic Twister – Sturm des Untergangs (Atomic Twister, Fernsehfilm)
- 2002: Whale Rider
- 2002: Mord in Greenwich (Murder in Greenwich, Fernsehfilm)
- 2002: Shortland Street (Fernsehserie)
- 2003: Ver-wünscht! (You Wish!, Fernsehfilm)
- 2003: Revelations – The Initial Journey (Revelations, Fernsehserie, Episode 1x26)
- 2004: Maiden Voyage – Jungfernfahrt in den Tod (Maiden Voyage, Fernsehfilm)
- 2005: King Kong
- 2006: Perfect Creature
- 2008: The Jaquie Brown Diaries (Fernsehserie, Episode 1x06)
- 2009: District 9
- 2009: Power Rangers R.P.M. (Fernsehserie, 3 Episoden)
- 2011: Rest for the Wicked
- 2012: Path of Exile (Computerspiel)
- 2014: Morepork (Kurzfilm)
- 2014: Brokenwood – Mord in Neuseeland (The Brokenwood Mysteries, Fernsehserie, Episode 1x02)
- 2015: The Monster of Mangatiti (Fernsehdokumentation)
- 2015–2016: Power Rangers Dino Charge (Fernsehserie, 2 Episoden)
- 2016: Bombshell (Fernsehfilm)
- 2017: Dear Murderer (Fernsehserie, Episode 1x05)
- 2017–2018: Power Rangers Ninja Steel (Fernsehserie, 2 Episoden)
- 2019: Power Rangers Beast Morphers (Fernsehserie, Episode 1x22)
- 2021: Brokenwood – Mord in Neuseeland (The Brokenwood Mysteries, Fernsehserie, Episode 7x01)
- 2021: Vegas (Fernsehserie, Episode 1x01)
- 2021: Power Rangers: Dino Fury (Fernsehserie, Episode 1x22)